# مينديندال ماكالامبا
مينديندال ماكالامبا (بالإنجليزية: M'tendere Makalamba)‏ (مواليد 2 أبريل 1966) هو ملاكم مالاوي، مثّل بلاده في الألعاب الأولمبية الصيفية 1988.

## روابط خارجية
مينديندال ماكالامبا على موقع أوليمبيديا (الإنجليزية)